# Geruch

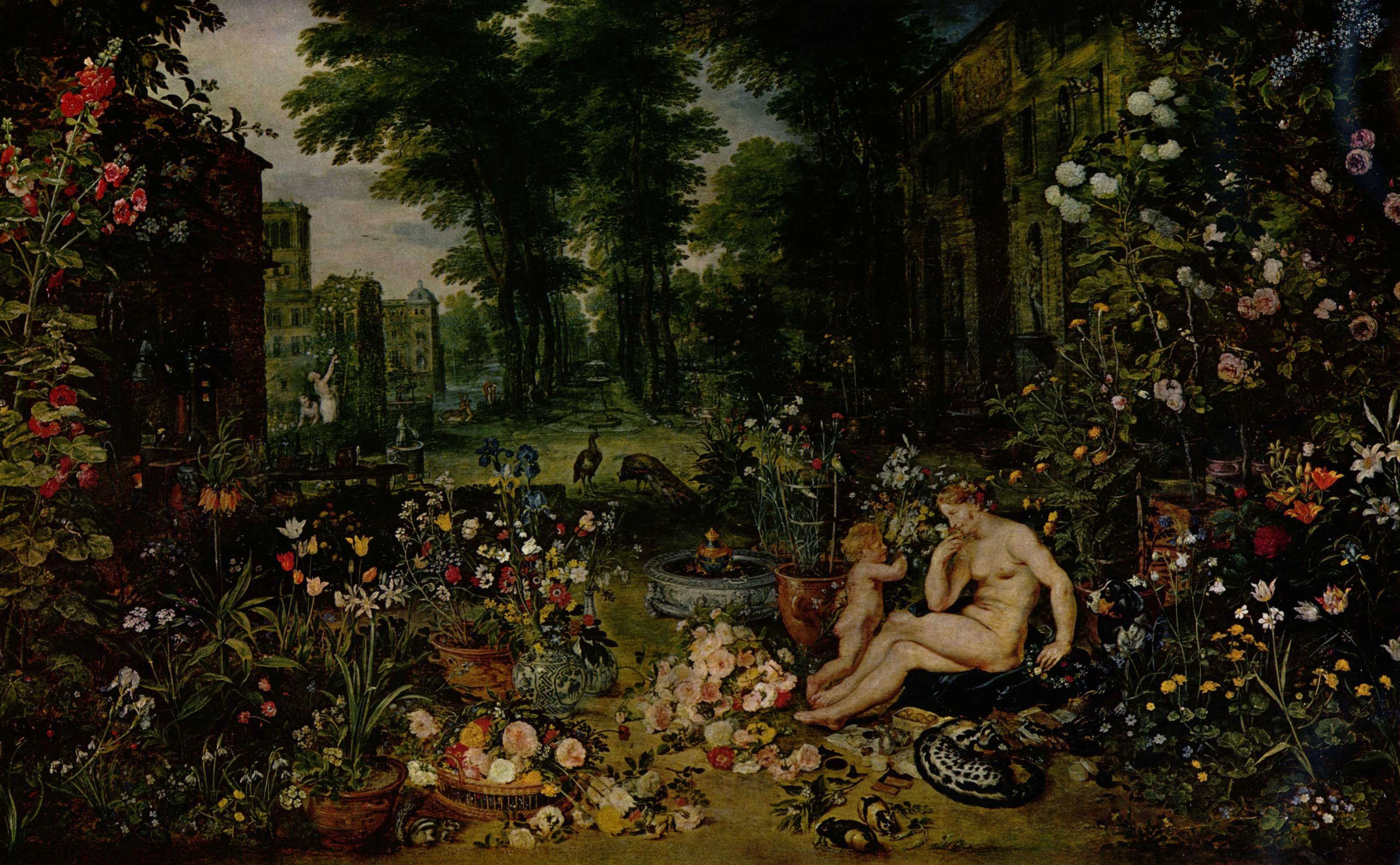
„Geruch“, aus der „Allegorie der Sinne“ von Jan Brueghel dem Älteren, Museo del Prado

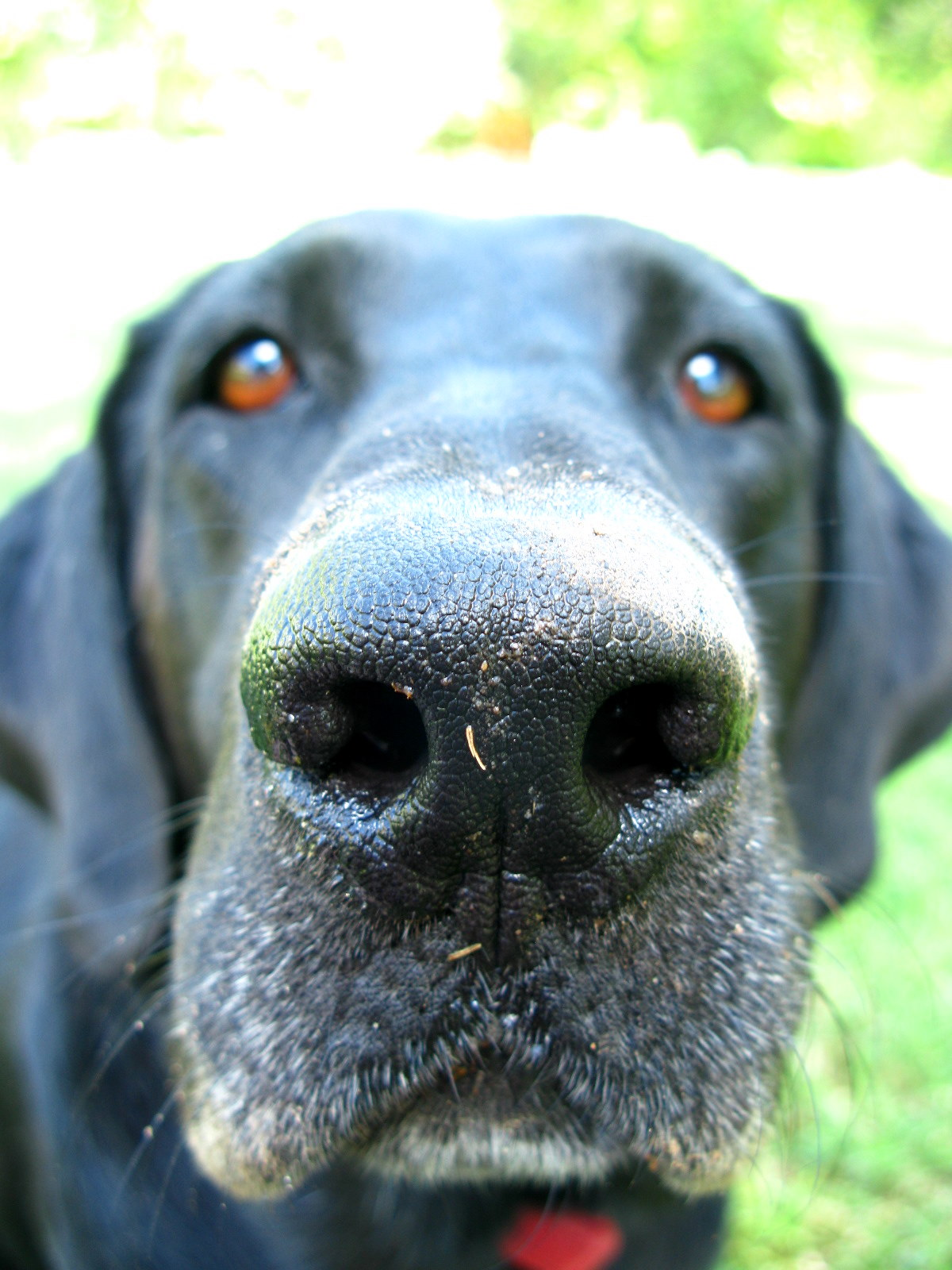
Der Haushund besitzt eines der empfindlichsten Riechorgane

Der Geruch (lat. Olfactus, daher olfaktorische Wahrnehmung) ist die Interpretation der Sinneserregungen, die von den Chemorezeptoren der Nase oder anderer Geruchsorgane an das Gehirn eines Tieres übermittelt werden. Einer Studie von 2014 zufolge soll der Mensch über eine Billion Gerüche unterscheiden können.

## Wahrnehmung von Gerüchen
Die Duftstoffe in der Luft gelangen bei Säugetieren beim Einatmen und verstärkt beim Wittern (bewusstes Spüren) in die obere Nasenhöhle und an die Riechschleimhaut. Hier werden die Geruchsmoleküle gelöst, wodurch sie für die Zellen chemisch registrierbar werden. Dafür gibt es rund 350 verschiedene Rezeptortypen, die jeweils nur auf eine bestimmte Duftmolekülgruppe ansprechen. Aus der Kombination der angesprochenen Rezeptoren in den Zellen ergibt sich die Geruchsmischung. Das Riechen – der Sinn zur Duftwahrnehmung – hängt von genetischen und Wahrnehmungsprozessen, vom Zustand der Luft und von der Lernfähigkeit des Gehirns ab.

## Bedeutung und Vielfalt

Strukturformel der unangenehm riechenden Buttersäure

Für viele Tierarten ist der Geruchssinn essentiell. Für den Menschen wird der Geruchssinn gemeinhin für weniger wichtig gehalten als das Sehen, Hören oder Tasten, doch bedeutet sein Fehlen eine wesentliche Einbuße an Lebensqualität.
Die wahrgenommenen Riech- oder Duftstoffe dienen Lebewesen zur Identifizierung von Nahrung, von Verdorbenem (z. B. Buttersäure als Anzeichen von Fäulnis, Aasgeruch, Schwefelwasserstoff aus Fäkalien), Körpergeruch von Artgenossen („Stallgeruch“) und von Feinden, spielen aber auch beim Sozialverhalten eine große Rolle. Die Geschlechtsreife oder das Paarungsverhalten von weiblichen Tieren wird den männlichen Tieren hauptsächlich durch Pheromone (Sexuallockstoffe) signalisiert, und diese sind auch zur Kommunikation und räumlichen Orientierung ein essentielles Hilfsmittel. Viele Tiere setzen Duftmarken, um ihr Revier abzustecken, oder folgen wie die Ameisen der Duftspur ihrer Vorgänger zur Nahrungsquelle. Die meisten Blüten emittieren Duftstoffe, um Insekten zur Bestäubung anzulocken. Die Schädlingsbekämpfung im Obstbau macht sich die Wirkung solcher Pheromone nutzbar, beispielsweise um die Paarung von Pflaumenwicklern einzuschränken.
Gerüche können wissbegierig machen und werden häufig mit Gefühlen in Verbindung gebracht, es können aber auch Emotionen die Assoziation an spezielle Gerüche hervorrufen. Die zwischenmenschliche Sympathie hat mit dem sprichwörtlichen „sich riechen können“ zu tun. Der Geruchssinn warnt Mensch und Tier außerdem vor stofflichen Gefahren. Die hochgiftige Substanz Schwefelwasserstoff (H2S) zum Beispiel hat eine sehr niedrige Geruchsschwelle. Eine andere Warnsubstanz ist 2-Methylisoborneol, die durch den Geruch auf ihre Anwesenheit in fauligem, ungenießbarem Wasser hinweist und so vor dem Genuss solcher Wässer schützt.

## Klassifizierung
Obwohl wir viele Gerüche unterscheiden, können wir sie meist nicht benennen. Dieses Problem ist schon in der Antike untersucht worden. So befassten sich Platon, Aristoteles, Theophrast und Galen mit der Frage, wie Gerüche abzugrenzen und zu benennen seien. Gerüche können in verschiedene Duftkategorien von blumig, ätherisch und moschusartig bis schweißig und faulig eingeteilt werden. Duftkategorisierungen sind jedoch immer willkürlich.
Eines der am häufigsten verwendeten Klassifizierungssysteme für Gerüche ist das System nach John E. Amoore, das sieben Grundgerüche unterscheidet.
| Grundgeruch     | typischer Geruchsstoff | Vorkommen               |
| --------------- | ---------------------- | ----------------------- |
| campherähnlich  | Campher                | Mottengift              |
| moschusartig    | Moschus-Keton          | Engelwurz               |
| blumenduftartig | 2-Phenylethanol        | Rosenduft               |
| mentholartig    | Menthon                | Minze                   |
| ätherisch       | 1,2-Dichlorethan       | Trockenreinigungsmittel |
| beißend         | Ameisensäure           | Weinessig               |
| faulig          | Schwefelwasserstoff    | faules Ei               |

Strukturformel von (R)-(+)-Limonen – der Hauptgeruchsstoff der Zitrone

Es gibt aber auch noch andere Ansätze für eine Klassifizierung. Hennings Geruchsprisma (1915): Die Basisgerüche bilden die Ecken, die übrigen Gerüche lassen sich als Mischung von benachbarten Basisgerüchen darstellen und liegen damit auf den Kanten des Prismas.
| Grundgeruch | typischer Geruchsstoff | Vorkommen von – bis  |
| ----------- | ---------------------- | -------------------- |
| blumig      | 2-Phenylethanol        | Vanille – Geranie    |
| fruchtig    | Limonen                | Orange – Zitrone     |
| harzig      |                        | Bitumen – Eukalyptus |
| würzig      |                        | Gewürznelke – Ingwer |
| faulig      | Schwefelwasserstoff    | faules Ei            |
| brenzlig    |                        |                      |

Ein weiteres Klassifikationssystem der Geruchsqualitäten hat Günther Ohloff erstellt, der einer der führenden Wissenschaftler auf dem Gebiet der Aromastoffe war:
| Grundgeruch:            | blumig                                                            | fruchtig                                                                | grün                                               | würzig                                                | holzig                                                      | harzig                                                 | animalisch                                         | erdig                     |
| ----------------------- | ----------------------------------------------------------------- | ----------------------------------------------------------------------- | -------------------------------------------------- | ----------------------------------------------------- | ----------------------------------------------------------- | ------------------------------------------------------ | -------------------------------------------------- | ------------------------- |
| zugehörige Geruchsnoten | - Jasmin - Rose - Veilchen - Mimose - Orangenblüte - Maiglöckchen | - Zitrusfrüchte - Apfel - Himbeere - Erdbeere - Ananas - Passionsfrucht | - Buchenblätter - Gurken - Heu - Myrthe - Galbanum | - Zimt - Anis - Vanillin - Nelken - Pfeffer - Kampfer | - Sandelholz - Zedernholz - Vetiver - Patschuli - Koniferen | - Weihrauch - Myrrhe - Labdanum - Kiefernholz - Mastix | - Ambra - Moschus - Bibergeil - Schweiß - Fäkalien | - Erde - Schimmel - Ozean |

Das Kärntner Institut für Seenforschung bietet auf dem Formblatt "Probenahmeprotokoll", gültig ab Mai 2010, zur Wasseruntersuchung von Gewässern folgende Palette von 21 Gerüchen an:
- geruchlos
- aromatisch
- würzig
- erdig
- torfig
- muffig
- modrig
- faulig
- tranig
- fischig
- jauchig
- fäkalartig
- chemisch
- Schwefelwasserstoff
- Chlor
- Mineralöl
- Benzin
- Ammoniak
- Phenol
- Teer
- Silage

## Stärke
Die Stärke des von verschiedenen Stoffen hervorgerufenen Geruchsempfindens ist sehr verschieden. Je höher die Konzentration eines Riechstoffes in der eingeatmeten Luft, desto stärker ist das Empfinden. Schon eine außerordentlich geringe Menge bewirkt ein Geruchsempfinden. So ist Brom noch in einer Konzentration von 33 Milligramm Brom in einem Kubikmeter Luft riechbar. Moschus wird noch wahrgenommen, wenn der Nase weniger als 1/2.000.000 Milligramm eines weingeistigen Moschusextrakts dargeboten wird; von Schwefelwasserstoff wird weniger als ein Millionstel in der Luft deutlich wahrgenommen. Der Geruchssinn vieler Tiere ist noch deutlich feiner entwickelt. Als übelriechendste Verbindungen der Welt für den Menschen gelten dabei Butylselenomercaptan und Ethylmercaptan.
Mit der Dauer eines Geruchseindrucks ermüdet nach und nach die Riechschleimhaut. Halten wir uns längere Zeit in einer riechenden Luft auf, so verschwindet schließlich die Geruchswahrnehmung für den beständigen Geruch (sogenannte phasische Rezeption), ohne dass dadurch die Fähigkeit für die Wahrnehmung anderer Gerüche abnimmt. Dies ist in der stofflichen Verknüpfung begründet. Jeder Geruchsreiz (Geruchsstoff = Schlüssel) wird in einem (oder mehreren) speziellen Geruchsrezeptor (= Schloss) erkannt, der eine Reaktivierungsphase braucht; die nicht gereizten Rezeptoren mit ihren Nerven stehen weiterhin zur Verfügung. Die Bezeichnung der Gerüche als angenehm oder unangenehm, die rein individuell und willkürlich ist, beruht zum Teil auf Vorstellungen, die sich auf das Geruchsempfinden beziehen. Diese Vorstellungen wechseln schon mit den physiologischen Körperzuständen. Dem Hungrigen zum Beispiel duftet eine Speise äußerst angenehm in die Nase, während sie dem Gesättigten Widerwillen erregt.

### Soziale Bedeutung
Einige Gerüche stehen in hohem kulturellen Ansehen, wie dies für den Weihrauch als Gabe der Hl. Drei Könige gilt. Der Begriff Aroma bedeutet im Altgriechischen (ἄρωμα ároma) ‚Gewürz‘ oder ‚wohlriechendes Kraut‘ und drückt eine solche positive Bewertung aus. Die Ähnlichkeit von Geruchsstoffen aus Gewürzen wie Zimt oder Vanille mit menschlichen „Pheromonen“ wirkt euphorisierend.
Oft sollen durch Parfüms unangenehme Gerüche überdeckt werden. Dazu gehören Mundgeruch (Stoffwechselprodukte von Bakterien infolge mangelnder Mundhygiene oder von Lebensmitteln wie Knoblauch herrührend), Blähungen, Schweiß (Buttersäure enthaltend). Die Parfümproduktion ist ein bedeutsamer Wirtschaftszweig der Kosmetikindustrie. Intensive Körpergerüche, auch angelegte Parfüms, können innerhalb von Menschengruppen (Gesangschor, Schulklasse) allerdings erheblich stören.
Redensartlich sind Geruchsmetaphern häufig, wenn unbestimmte Ablehnung ausgedrückt wird:
- „Ich kann ihn nicht riechen“

### Physiologische Messung
Als Messverfahren für Gerüche hat sich die dynamische Olfaktometrie durchgesetzt, die durch die Norm EN 13725:2003 standardisiert wird. Hierbei wird ermittelt, wie stark eine Geruchsprobe verdünnt werden muss, um die Geruchsschwelle zu erreichen, also jene Konzentration, bei der der Geruch nur noch von der Hälfte eines Panels aus Prüfern wahrgenommen wird. Dieses Verdünnungsverhältnis stellt den Zahlenwert der Geruchsstoffkonzentration dar; ihre Einheit lautet GEE/m3 („Europäische Geruchseinheit pro Kubikmeter“). Auch wenn die Konzentration eines Geruchsstoffes unterhalb der Nachweisgrenze eines chemisch-physikalischen Messverfahrens liegt, besteht die Möglichkeit, dass trotzdem eine Geruchsempfindung hervorgerufen wird.
Als weitere Einheit des Geruchs wurde das Olf vorgeschlagen. Mit einem Olf wird die Verunreinigung angegeben, die eine erwachsene Person mit 1,8 Quadratmeter Hautoberfläche in sitzender Tätigkeit mit einem Hygienezustand von 0,7 Bädern pro Tag (das entspricht etwa einer Dusche/einem Bad alle 36 Stunden) erzeugt.

## Gerüche an Innenraumarbeitsplätzen
Gerüche stellen (bis auf ekelerregende und Übelkeit auslösende Gerüche) per se keine Gesundheitsgefahr, sondern eine Beeinträchtigung des körperlichen und seelischen Wohlbefindens dar. Gerüche können auch der Auslöser für Beschwerden an Innenraumarbeitsplätzen sein. Der Geruchssinn ist allerdings nicht zuverlässig in der Lage, harmlose Gerüche von gefährlichen zu unterscheiden. Der Geruch vieler aromatischer Kohlenwasserstoffverbindungen wird z. B. als angenehm empfunden, obwohl sie oftmals bereits in niedrigen Konzentrationen toxisch sind. Es gibt auch völlig geruchlose Luftschadstoffe, die gefährlich sind, wie zum Beispiel Kohlenstoffmonoxid. So lässt ein Geruch keine Rückschlüsse auf seine gesundheitliche Bedeutung zu. Generell sind Meldungen über ungewöhnliche Geruchswahrnehmungen ernst zu nehmen, da sie darauf hinweisen können, dass die Luftqualität und andere Umgebungsbedingungen am Arbeitsplatz nicht optimal sind.
Ursächlich für Gerüche in Innenräumen sind vor allem bauliche Mängel (Feuchtschäden, Schimmelpilzbefall, Fehler in der Lüftungstechnik). Weitere mögliche Geruchsquellen können Einrichtungsgegenstände (Teppichböden, Möbel), Baumaterialien (Wandfarben, Lacke) oder spezielle Reinigungsmittel sein. Besonders in Neubauten oder nach Umbau- oder Renovierungsarbeiten reichern sich bei unzureichender Lüftung oft chemische oder biologische Stoffe in der Luft an. Wenn Zersetzungsprozesse auftreten und Substanzen zu Sekundärprodukten reagieren, entstehen auffällige Gerüche erst längere Zeit nach den Baumaßnahmen. Dies kann etwa bei nicht aufeinander abgestimmten Materialien im Fußbodenaufbau passieren.
Beschwerden über auffällige Gerüche sind der häufigste Anlass für Schadstoffmessungen in Innenräumen. Um mögliche gesundheitliche Gefährdungen abzuklären, muss mit hochempfindlichen Analyseverfahren die Konzentration an flüchtigen organischen Verbindungen (zum Beispiel als Summenwert „Total Volatile Organic Compounds“, TVOC) ermittelt werden.
Nach Absatz 3.6 "Lüftung" im Anhang der Arbeitsstättenverordnung muss in umschlossenen Arbeitsräumen ausreichend gesundheitlich zuträgliche Atemluft vorhanden sein. Somit ist belästigender Geruch zu vermeiden, soweit es die Natur des Betriebes gestattet. Dabei sind die Arbeitsverfahren, die körperlichen Beanspruchungen und die Anzahl der Personen zu berücksichtigen. Es sollten keine belästigenden Geruchsemissionen von Produkten (beispielsweise Bauchemikalien) und Geräten (etwa Laserdrucker und -kopierer) oder raumlufttechnischen Anlagen ausgehen. Gütesiegel wie der Blaue Engel helfen bei der Auswahl geruchs- und emissionsarmer Bauprodukte und Einrichtungsgegenstände. Zudem spielt die Häufigkeit des Lüftens eine wichtige Rolle und sollte auf Verbesserungsmöglichkeiten geprüft werden.